# David Dunne (Schwimmer)
David Michael Dunne (* 30. November 1955) ist ein ehemaliger britischer Schwimmer. Bei den Olympischen Spielen 1976 in Montreal gewann er eine Bronzemedaille.

## Karriere
David Dunne schwamm für den Beckenham Swimming Club.
Bei den Olympischen Spielen 1976 in Montreal erkämpfte die britische 4-mal-200-Meter-Freistilstaffel mit Alan McClatchey, David Dunne, Gordon Downie und Brian Brinkley die Bronzemedaille hinter den Staffeln aus den USA und aus der Sowjetunion, aber vor den beiden deutschen Staffeln. Zwei Jahre später trat Dunne bei den Commonwealth Games 1978 in Edmonton in vier Disziplinen an. Über 100 Meter Freistil verpasste er den Finaleinzug. Über 200 Meter Freistil erreichte er das Finale und belegte den fünften Platz hinter drei Australiern und dem für Schottland startenden Gordon Downie. Die englische 4-mal-100-Meter-Freistilstaffel mit David Dunne, Kevin Burns, Martin Smith und Richard Burrell gewann die Bronzemedaille hinter den Kanadiern und den Australiern. In der 4-mal-200-Meter-Freistilstaffel schwammen Dunne, Smith, Philip Hubble und Simon Gray ebenfalls auf den dritten Platz, diesmal hinter Australien und Kanada. Bei den kurz darauf stattfindenden Weltmeisterschaften in West-Berlin belegten Martin Smith, Mark Taylor, Richard Burrell und David Dunne in der 4-mal-100-Meter-Freistilstaffel den sechsten Platz. Die britische 4-mal-100-Meter-Lagenstaffel mit Gary Abraham, Duncan Goodhew, John Mills und Martin Smith gewann die Bronzemedaille hinter den Staffeln aus den Vereinigten Staaten und aus der Bundesrepublik Deutschland. David Dunne hatte in der Lagenstaffel im Vorlauf mitgeholfen, dass die britische Staffel den Endlauf erreichte.